# Мбеја (регион)
Мбеја је један од 26 административних региона у Танзанији. Главни град региона је Мбеја. Регион се граничи са Замбијом и Малавијем на југу, са регионом Иринга на истоку, са регионима Табора и Сингида на северу и са регионом Руква на западу. Површина региона је 60 350 km².
Према попису из 2002. године у региону Мбеја је живело 2 070 046 становника. 

## Дистрикти
Регион Мбеја је административно подељен на 8 дистрикта: Чања, Мбарали, Мбози, Рунгве, Кјела, Илеџе, Мбеја - урбани и Мбеја - рурални. 